# Uirapuru (Goiás)
Pour les articles homonymes, voir Uirapuru.
Uirapuru est une municipalité brésilienne de l'État de Goiás et la microrégion de São Miguel do Araguaia.